# China Telecom
China Telecom, «Чайна Телеком» — китайская государственная телекоммуникационная компания. Является крупнейшим оператором телефонной связи и третьим по величине оператором сотовой связи в Китае. В списке крупнейших публичных компаний мира Forbes Global 2000 за 2019 год заняла 168-е место (144-е по выручке, 248-е по чистой прибыли, 329-е по активам и 299-е по рыночной капитализации); из китайских компаний в этом списке заняла 32-е место.

## История
China Telecom была создана 10 сентября 2002 года в результате реструктуризации государственной телекоммуникационной корпорации Китая (China Telecommunications Corporation). Ей были переданы операции в Шанхае и провинциях Гуандун, Цзянсу и Чжэцзян; корпорация сохранила за собой контрольный пакет акций China Telecom, часть акций была размещена на фондовой бирже Гонконга, а американские депозитарные расписки — на Нью-Йоркской фондовой бирже. Постепенно, в восемь этапов, China Telecom были проданы большинство активов корпорации; последними этапами стала передача контроля над дочерней компанией China Telecom (Europe) Limited в конце 2013 года и компанией спутниковой связи China Telecom Satellite Communication в декабре 2017 года.
2 июня 2008 объявила о поглощении активов China Unicom, связанных с услугами радиосвязи CDMA за 110 млрд юаней ($15,86 млрд), что увеличило количество её абонентов на 43 миллиона. 7 января 2009 года China Telecom получила лицензию CDMA 2000, что позволило расширить портфель решений 3G телекоммуникациями..
China Telecom (Europe) Ltd. 23 октября 2008 года заявила о планах по расширению сервисов в Европе и Азии, направленных на увеличение оборота компании на европейском рынке.
В мае 2011 года China Telecom оформила стратегическое партнёрство с SAP (производитель ПО в Германии) с целью создания облачной версии бизнес-приложений SAP для малых и средних компаний Китая.
8 апреля 2010 года China Telecom изменила маршруты прохождения около 15 % зарубежного трафика сети Интернет на китайские сервера в течение 18 минут. Этот трафик включал как коммерческие сайты компаний Dell, IBM, Microsoft и Yahoo!, так и правительственные и военные сайты в США. China Telecom отрицает обвинения в изменении маршрутов трафика в сети Интернет.
В июле 2014 года компания совместно с China United Network Communications Corporation и China Mobile Communication Company учредили компанию по обслуживанию и развитию вышек мобильных сетей China Tower Corporation Limited, которой передали свои сети передатчиков, которые затем арендовали. В декабре 2018 года получила лицензию на развитие в КНР мобильной связи 5G на частотах 3400—3500 МГц; в 17 городах страны было установлено тысяча станций пятого поколения мобильной связи.

## Собственники и руководство
Крупнейшим акционером (70,89 %) является China Telecommunications Corporation, в свою очередь полностью контролируемая Комитетом по контролю и управлению государственным имуществом Китая (SASAC). Часть остальных акций закреплена за китайскими провинциальными инвестиционными компаниями: Guangdong Rising Assets Management (6,94 %), Zhejiang Financial Development Company (2,64 %), Fujian Investment & Development Group (1,2 %) и Jiangsu Guoxin Group (1,18 %); оставшиеся 17,15 % находятся в свободном обращении.
Кэ Жуйвэнь (Ruiwen Ke, род. в 1963 году) — председатель совета директоров и главный исполнительный директор с мая 2019 года, президент и вице-председатель с 2018 года, член совета директоров с 2012 года; также возглавляет China Telecommunications Corporation. Доктор экономических наук Школы бизнеса в Ренне (Esc Rennes School of Business, Франция).

## Деятельность
На 2018 год у China Telecom было 303 млн абонентов мобильной связи (из них 242,4 млн 4G), нагрузка мобильной сети за год составила 827,7 млрд минут разговоров и 14 млн терабайт интернет-трафика (5,68 ГБ в месяц на каждого абонента 4G). Количество абонентов широкополосного интернета составила 145 млн (из них более 140 млн с волоконно-оптическим подключением), проводной телефонии — 116,5 млн. Другие услуги включают телевидение по интернет-протоколу (IPTV, e-Surfing HD, 105 млн абонентов), WiFi сети, дата-центры, облачные вычисления, Интернет вещей (более 100 млн подключённых устройств).
China Telecom входит в пятёрку крупнейших в Китае поставщиков профессиональных облачных услуг (наряду с Huawei, IBM, Accenture и Inspur).
По состоянию на конец 2021 года число пользователей услуг мобильной связи China Telecom достигло 372 млн, из которых более 50 % пользовались услугами 5G; число пользователей кабельного широкополосного доступа в Интернет достигло 170 млн. По итогам 2021 года операционные доходы China Telecom возросли на 11,7 % до 439,6 млрд юаней, а чистая прибыль компании выросла на 24,5 % в годовом исчислении до 25,95 млрд юаней (4,09 млрд долл. США).
По итогам 2022 года чистая прибыль China Telecom выросла на 6,3 % по сравнению с предыдущим годом и составила 27,6 млрд юаней (4,04 млрд долларов США); операционные доходы достигли 481,4 млрд юаней, что на 9,5 % больше в годовом выражении; доходы от мобильных услуг составили 191 млрд юаней, увеличившись на 3,7 % по сравнению с предыдущим годом.

### Спутниковая связь
China Telecom — единственный оператор, поддерживающий не только обмен сообщениями через спутник, но и функцию спутниковых звонков.

### Wi-Fi
China Telecom имеет одну из самых больших беспроводных сетей Wi-Fi, включающую около 30 тыс. точек доступа в отелях, ресторанах и транспортных узлах в 250 крупнейших китайских городах, включая Шанхай, Гуанчжоу, Шэньчжэнь, Наньнин, Ханчжоу, Чэнду, Далянь, Куньмин, Ухань, Чунцин и Сиань.
|                     | 2002  | 2003  | 2004  | 2005  | 2006  | 2007  | 2008  | 2009  | 2010  | 2011  | 2012  | 2013  | 2014  | 2015  | 2016  | 2017  | 2018  |
| ------------------- | ----- | ----- | ----- | ----- | ----- | ----- | ----- | ----- | ----- | ----- | ----- | ----- | ----- | ----- | ----- | ----- | ----- |
| Оборот              | 109,6 | 118,5 | 162,3 | 171,2 | 177,5 | 180,9 | 186,8 | 209,4 | 220,0 | 245,1 | 283,2 | 321,6 | 324,8 | 331,5 | 352,5 | 366,2 | 377,1 |
| Чистая прибыль      | 9,773 | 24,69 | 28,04 | 28,06 | 27,56 | 24,40 | 0,884 | 13,93 | 15,31 | 16,49 | 14,95 | 17,55 | 17,69 | 20,06 | 18,02 | 18,62 | 21,21 |
| Активы              | 303,6 | 305,6 | 417,7 | 425,8 | 423,9 | 413,3 | 440,3 | 440,1 | 420,7 | 419,3 | 545,3 | 543,2 | 561,5 | 629,7 | 652,6 | 661,2 | 663,4 |
| Собственный капитал | 152,8 | 131,3 | 162,6 | 187,8 | 209,3 | 224,5 | 213,0 | 236,4 | 245,7 | 256,2 | 265,1 | 277,7 | 289,2 | 303,8 | 315,4 | 325,9 | 343,1 |